# Шумер, Эми
Э́ми Бет Шу́мер (англ. Amy Beth Schumer; род. 1 июня 1981, Нью-Йорк, США) — американская актриса, стендап-комедиантка, сценаристка и продюсер. Шумер получила первую известность, заняв четвёртое место в шоу Last Comic Standing в 2007 году, после чего она продолжила карьеру выступая в комедийных шоу и появляясь в таких сериалах, как «Студия 30», «Луи» и «Девчонки».

## Карьера
Прорывом Шумер стало её собственное шоу «Внутри Эми Шумер» на Comedy Central, стартовавшее в 2013 году. В 2014 году она номинировалась на премию «Выбор телевизионных критиков» за выступление в шоу, а также на «Эмми» как сценарист. В 2015 году она была ведущей церемонии MTV Movie Awards. В 2015 году она выиграла премию «Выбор телевизионных критиков». В 2015 году она получила номинацию на «Эмми» за лучшую женскую роль в комедийном телесериале.
После своего телевизионного успеха Шумер написала сценарий и выступила исполнительницей главной роли в фильме «Девушка без комплексов» режиссёра Джадда Апатоу. Фильм и её сценарий получили похвалу от критиков. В 2015 году Шумер была включена в список ста наиболее влиятельных людей года по мнению журнала Time.
В 2016 году стала первой женщиной, которая вошла в список «10 самых высокооплачиваемых комиков».

## Личная жизнь
С 13 февраля 2018 года Эми замужем за шеф-поваром Крисом Фишером, с которым она встречалась 3 месяца до их свадьбы. У супругов есть сын — Джин Дэвид Фишер (род. 5 мая 2019).

## Фильмография
| Год  | Название на русском      | Название на английском                    | Роль           | Примечания             |  |
| ---- | ------------------------ | ----------------------------------------- | -------------- | ---------------------- |  |
| 2006 |                          | Sense Memory                              |                | Короткометражный фильм |  |
| 2012 | Лунатики                 | Sleepwalk with Me                         | Эми            | Не указана в титрах    |  |
| 2012 | Проверка стоимости       | Price Check                               | Лила           | Лэйни                  |  |
| 2012 | Ищу друга на конец света | Seeking a Friend for the End of the World | Лейси          |                        |  |
| 2015 | Девушка без комплексов   | Trainwreck                                | Эми            | Также сценарист        |  |
| 2017 | Дочь и мать её           | Snatched                                  | Эмили Миддлтон |                        |  |
| 2017 | Спасибо за вашу службу   | Thank You for Your Service                | Аманда Достер  |                        |  |
| 2018 | Красотка на всю голову   | I Feel Pretty                             | Рене Беннетт   |                        |  |
| 2021 | Люди                     | The Humans                                | Эйми           |                        |  |
| 2022 | Жизнь и Бет              | Life and Bet                              | Бет            |                        |  |
| 2025 | Как бы беременна         | Kinda Pregnant                            | Лэйни          |                        |  |